# Nobuko Tsuchiura
Nobuko Tsuchiura (土浦信子 ?; Tokyo, 1900 – 1998) è stata un'architetta giapponese.
È considerata la prima donna architetto del Giappone.

## Biografia

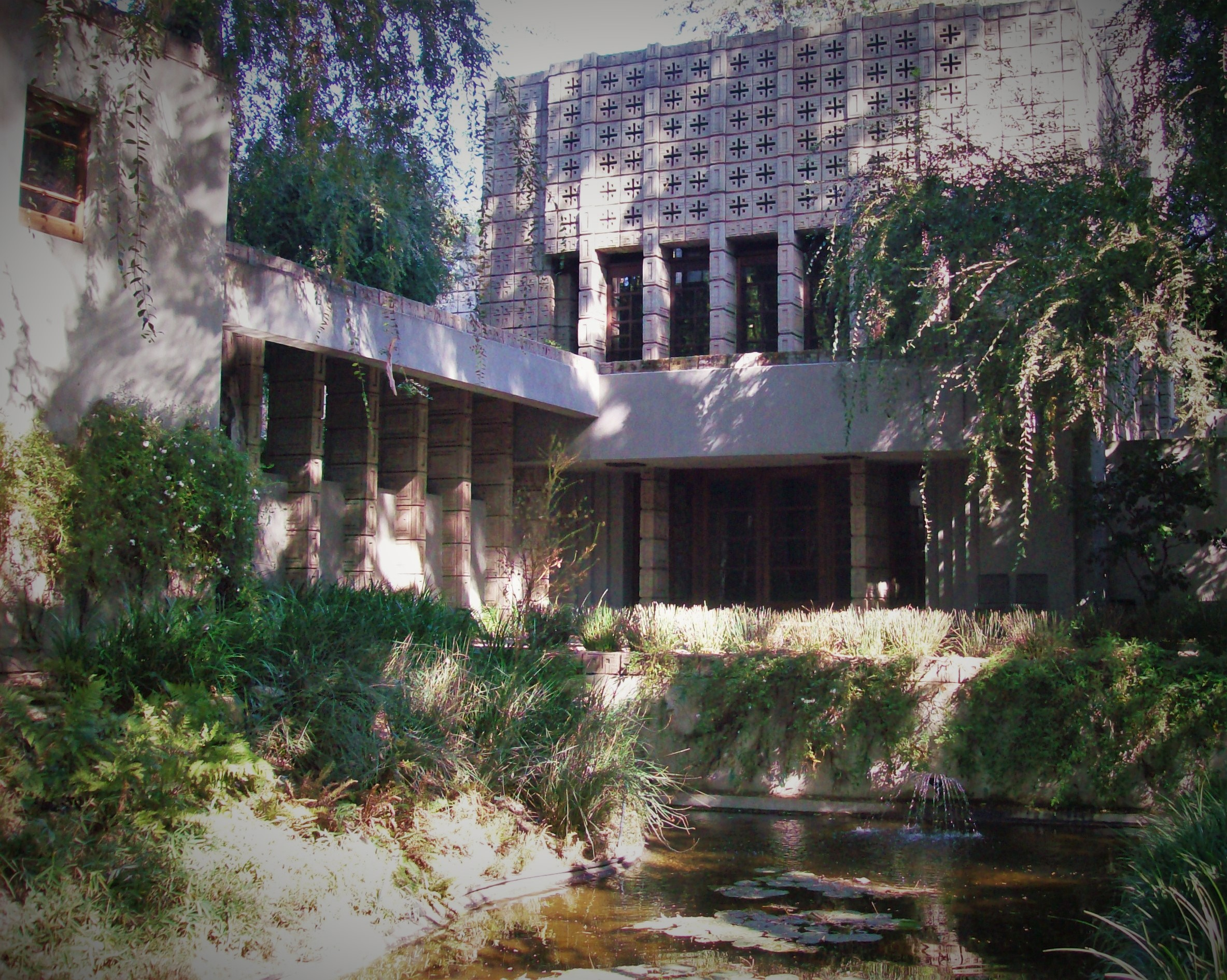
La Millard House progettata da Frank Lloyd Wright, a cui lavorò come disegnatrice anche Nobuko Tsuchiura

Nacque nel 1900 nel distretto di Hongo, nel quartiere Bunkyō di Tokyo. Suo padre Sakuzo Yoshino era un importante professore di scienze politiche all'Università imperiale di Tokyo, e tramite lui incontrò il suo futuro marito Kameki Tsuchiura, che studiava architettura nella stessa università.
Kameki lavorò come disegnatore insieme al celebre architetto americano Frank Lloyd Wright ai progetti dell'Imperial Hotel, e quando Wright tornò negli Stati Uniti Kameki e Nobuko lo seguirono. Nobuko sperava così di poter perfezionare i suoi studi di architettura, dal momento che al tempo le donne non erano ammesse alla facoltà di architettura in Giappone. Sia Kameki che Nobuko lavorarono per tre anni come disegnatori per Frank Lloyd Wright, sia in California che nello studio Taliesin in Wisconsin.
 
Nobuko in particolare contribuì allo studio delle prospettive e partecipò al progetto di alcune abitazioni nel sud della California caratterizzate dall'uso dei blocchi tessili, blocchi in calcestruzzo che nell'aspetto ricordano un tessuto broccato, come la Millard House o La Miniatura. Era inoltre la responsabile della collezione d'arte di Wright.
Nel 1926 (o nel 1929 secondo altre fonti) la coppia tornò in Giappone e iniziò a lavorare a progetti propri, e nel 1933 aprirono un proprio studio di architettura, nel quale si occupavano in particolare del progetto di abitazioni private, ma anche di mobili e oggetti di design, per i quali facevano largo uso dell'acciaio tubolare.
I primi progetti architettonici erano fortemente influenzati dallo stile di Wright, ma in seguito è possibile notare anche influenze dovute a movimenti europei come il Bauhaus. I blocchi in calcestruzzo e muratura tipici di Wright vennero inoltre in alcuni casi sostituiti da pannelli di gesso su telai in legno, materiali più facili da reperire in Giappone.
Nel 1929 collaborarono con l'architetto ceco Bedřich Feuerstein a due concorsi per la costruzione del Saito Kaikan Cultural Center a Sendai e del Chikatetsu Building a Tokyo. Quest'ultimo progetto fu curato in modo particolare da Nobuko Tsuchiura, che ne realizzò sia le planimetrie generali che i dettagli come le singole finestre, e vinse anche un premio, ma l'edificio non venne mai realizzato.
Nel 1935 la coppia progettò anche la propria nuova abitazione nel quartiere Meguro a Tokyo, divenuta una dei loro progetti più famosi e considerata una delle prime abitazioni moderniste del Giappone. Nel 1995 è stata dichiarata opera culturale importante dalla città di Tokyo.
Nel 1937 Nobuko Tsuchiura fondò il Ladies' Photo Club per dedicarsi alla fotografia, che all'epoca era considerata una attività più adatta ad una donna rispetto all'architettura; per questo motivo gran parte dei suoi lavori architettonici vennero pubblicati con il nome del marito. Durante la seconda guerra mondiale la coppia si trasferì per tre anni in Cina, e in quel periodo Nobuko scattò diverse fotografie, che in seguitò pubblicò attraverso il suo club fotografico. Dopo la guerra lo studio Tsuchiura riprese l'attività, e nel 1953 venne assunta Nobuko Ogawa, la prima donna laureata in architettura in Giappone, la quale nel 2001 pubblicò il libro Big Little Nob. Student of Frank Lloyd Wright Woman Architect Nobuko Tsuchiura, in cui si ricorda il ruolo di Nobuko Tsuchiura nell'introduzione dell'architettura moderna in Giappone.